# Basketbal

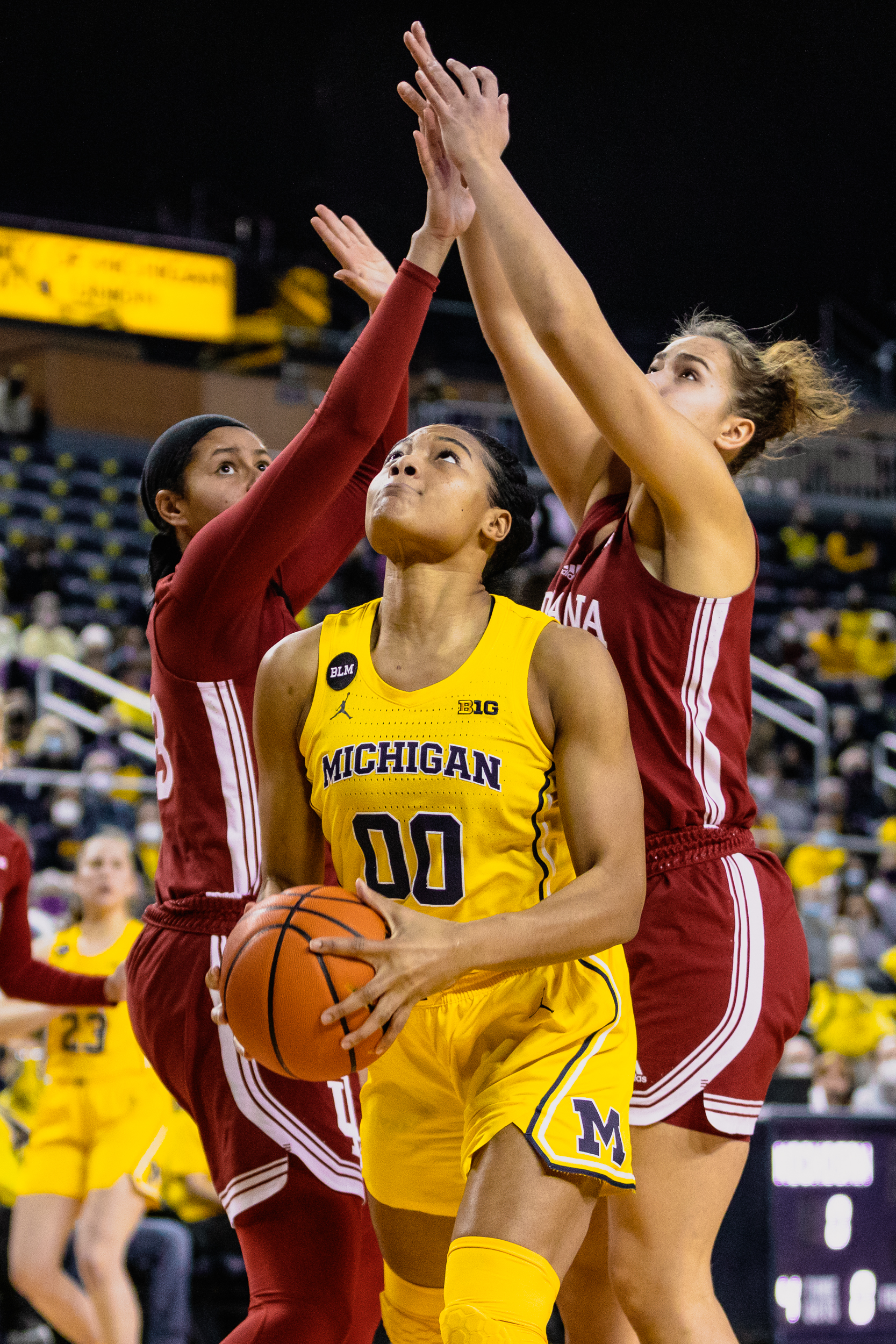
Naz Hillmon van het Michigan Wolverines Women's Basketball Team

Basketbal of basketball is een balsport die in 1891 door gymnastiekleraar James Naismith in Springfield, Massachusetts (Verenigde Staten) werd bedacht voor de jongens aan de school waar hij werkte. Het spel werd snel populair op scholen, colleges en universiteiten en werd vrijwel vanaf het begin ook door vrouwen gespeeld. Het huidige basketbal wordt op bijna elk continent door zowel mannen als vrouwen beoefend.
Twee ploegen van elk vijf aan het spel deelnemende spelers en maximaal zeven wisselspelers komen tegen elkaar uit op een rechthoekig speelveld met aan elk van de korte zijden een op 3,05 m hoogte gehangen horizontaal doel, een ijzeren ring met een net - de basket. Elk team probeert de bal in bezit te krijgen en deze zo vaak mogelijk door de basket van de tegenstander te werpen, is de bal niet in bezit, wordt de tegenstander zoveel mogelijk gehinderd hetzelfde in het eigen doel te doen. De ploeg die de meeste doelpunten heeft gemaakt, wint het spel.
Basketbalcompetities worden vooral in sporthallen gespeeld, maar het zogenoemde streetbasketball of streetball wordt buiten gespeeld. Binnen is de ondergrond doorgaans van hardhout of kunststof en buiten wordt op asfalt gespeeld. Internationale basketbalwedstrijden worden volgens de officiële regels van de Internationale Basketbalfederatie FIBA gespeeld. De Amerikaanse National Basketball Association (NBA) heeft hier sinds jaar en dag een grote invloed op en neemt vaak het voortouw in spelregelwijzigingen, die later door de FIBA worden overgenomen.

## Spel
In aanvallend opzicht wordt basketbal gespeeld door de bal op de grond te stuiten (stilstaand, dan wel dribbelend lopend met de bal) of door deze aan een medestander toe te spelen, te passen. Binnen de door de schotklok toegestane tijd van 24 seconden, moet een doelpoging worden ondernomen. Dat wil zeggen dat de bal binnen een bepaalde tijd de basket moet raken. De schotklok, die de duur van een aanval beperkt, is ingesteld om snelheid in het spel te brengen.
In het moderne basketbal worden, afhankelijk van de afstand van waarop wordt geschoten, met een velddoelpunt twee of drie punten gescoord (de zogenoemde twee- en driepunters). Een vrije worp levert één punt op.
De verschillende veldspelers nemen verschillende strategische posities in; de center en power-forward in de nabijheid van de basket, de small-forward en shooting-guard rond de driepuntslijn. De point-guard verdeelt het spel, brengt de bal van de ene naar de andere zijde van het speelveld en speelt zijn medespelers aan. Een FIBA-wedstrijd duurt 4 × 10 minuten, bij de NBA is dat 4 × 12. Een gelijkspel is niet mogelijk, dan wordt de wedstrijd één of meer keer verlengd met vijf minuten, zowel bij de FIBA als de NBA. Het scoreverloop en andere belangrijke wedstrijdgegevens worden bijgehouden op het wedstrijdblad.
Het verdedigende team probeert het aanvallende team van scoren te weerhouden en poogt zelf de bal te bemachtigen. Een aantal strategieën wordt toegepast om de tegenstander de bal te doen verliezen. Wanneer een aanvallend team het balbezit uit handen geeft, is er sprake van een turnover. Balverlies kan worden geleden als gevolg van een steal van een tegenstander, wanneer een speler met de bal buiten het speelveld komt of een loopfout begaat, wanneer hij een aanvallende fout begaat, als een schot door een tegenstander wordt geblokt of wanneer de bal na een mislukte doelpoging door de tegenstander via een defensieve rebound wordt bemachtigd. Wanneer een speler de bal aan een scorende medespeler toespeelt, die daarop een doelpoging kan doen, spreekt men van een assist.
Bepaald fysiek contact, met name wanneer hier voordeel mee wordt behaald, kan worden bestraft met een persoonlijke fout; onsportief gedrag wordt bestraft met een onsportieve fout. Commentaar op de scheidsrechters of technische staf kan een technische fout opleveren. Wanneer een speler een voor de wedstrijd bepaald aantal fouten begaat, wordt hij van het spel uitgesloten. Bij bepaalde niet-toegestane balbehandelingen, zoals lopen met de bal of tweemaal dribbelen (double dribble of second dribble), gaat het balbezit naar de tegenstander.

## Speelveld

Basketbalveld

Het basketbalveld bestaat uit een rechthoekig oppervlak met aan beide korte kanten een basket. In het professioneel basketbal, met name wanneer het binnen wordt gespeeld, is de ondergrond van hardhout, meestal van eiken. Buiten wordt basketbal meestal op asfalt gespeeld. Het spel begint vanaf de middencirkel met een sprongbal.
Volgens de spelregels van de NBA is een veld 94 feet lang en 50 feet breed, 28,65 bij 15,29 meter. Een FIBA-veld is met 28×15 meter iets kleiner en vanaf 26×14 meter kan een veld ook goedgekeurd worden. Het middelpunt van de basket is bij de FIBA op 1,575 meter vanaf de achterlijn, bij de NBA op 1,60 meter van de achterlijn.

### Lijnen, afmetingen en gebieden internationaal: FIBA
De uitvoering van het speelveld die hieronder besproken wordt, geldt voor de FIBA; de kleine verschillen bij de NBA komen verderop aan bod.
De delen van het speelveld worden aangegeven door lijnen van vijf centimeter breed, alle in dezelfde kleur. Het veld meet 28 bij 15 meter. Het wordt in tweeën gedeeld door de middenlijn met middencirkel en begrensd door zij- en achterlijnen. De grenslijnen behoren niet tot het speelveld. Verder zijn er korte markeerlijnen, bijvoorbeeld voor de plaats waar ingegooid moet worden.
Het hart van de basket bevindt zich op 1,575 meter van de achterlijn. De ring heeft een diameter van 0,45 meter en hangt voor volwassenen op een hoogte van 3,05 meter In jeugdcompetities is de hoogte doorgaans 2,60. De ring is bevestigd aan een backboard van 1,80 meter breed en 1,05 meter hoog.
Rond de basket worden verschillende gebieden aangegeven met lijnen:
- In een kleine boog voor het backboard bevindt zich een gebiedje dat aangeduid wordt als no-charge-zone. Een verdedigende speler moet hier voldoende ruimte geven aan een aanvaller om na een sprong veilig te landen.[4] Het is een halve cirkel met een straal van 1,25 meter, die bij het midden van de basket overgaat in rechte lijnen die doorlopen tot het board.
- Het ruimere deel rondom de basket wordt de bucket genoemd, maar wordt officieel aangeduid als beperkt gebied of restricted area. De laatste term wordt door de NBA echter gebruikt voor de no-charge-zone.[4][5] De bucket ligt deels voor en deels achter de backboards. Tussen de achterlijn en de vrijeworplijn gemeten is hij is 5,80 meter lang,  waarvan 1,20 meter achter de backboards ligt. De breedte is 4,90 meter. Tot 2010 was de bucket trapeziumvormig, daarna werd het een rechthoek.[6]
- In een ruime boog om de bucket ligt de driepuntslijn. Die loopt op 6,75 meter vanaf het middelpunt van de basket; tot 2010 was dat 6,25 meter.[6] De driepuntslijn vormt bijna een halve cirkel die met een kleine knik aansluit op lijnen die op 90 centimeter van de zijlijnen naar de achterlijn lopen.

### Lijnen, afmetingen en gebieden Amerika: NBA
De maatvoering bij de NBA is gewoonlijk in feet en inches, zodat de maten altijd wat afwijken van de internationale metrieke maten. Er zijn echter ook andere verschillen, waarbij de cirkelstraal van de driepuntslijn het belangrijkste is. Deze is in de geschiedenis van het spel meermalen gewijzigd en is ook afhankelijk van de sterkte van de competitie. Internationaal is de cirkelstraal 6,75 meter, bij de NBA is dat 23 voet en 9 inch, ofwel 7,24 meter. Verder is ook het speelveld iets groter, dit meet 94 bij 50 voet (28,65 bij 15,29 meter). Een ander verschil is de cirkel rond de basket: bij de FIBA is de straal 1,25 meter, bij de NBA vier voet, 1,21 meter. Het hart van de basket bevindt zich bij de NBA op 1,60 meter van de achterlijn.

## Regels

### Basket, backboard en bal
De originele basket was een rieten perzikmand, die bevestigd was aan het balkon van een gymzaal. Het type korf en de positie ervan waren echter onpraktisch en in 1897 werd het backboard geïntroduceerd. In 1914 werd de bodem uit de mand verwijderd, zodat de bal na een score door de mand heen kon vallen en niet na elke score de bal uit de mand gehaald hoefde te worden.
In 1921 werd de basket 60 cm van de muur geplaatst, om te voorkomen dat de muur als hulpmiddel gebruikt werd, in 1940 werd de basket nog eens 60 cm verder in het speelveld geplaatst, om meer beweging onder de basket mogelijk te maken. De originele bal had een omtrek van 81 cm, in 1931 werd dit 79 cm en in 1935 met een basketbal tussen de 74,9 en 76,8 cm. De omtrek van het backboard is 1,80 bij 1,05 m. Het zwarte, rode, oranje of groene vierkant zit precies in het midden van het board, het is 0,59 bij 0,45 m.

### Spelers, wisselspelers en teams
De originele spelregels van Naismith vermeldde het aantal spelers dat op het speelveld was toegestaan. In 1900 werd een aantal van vijf spelers standaard, waarbij een speler steeds gewisseld mocht worden, behalve als hij 5 fouten maakte. Vanaf 1921 mocht een speler tweemaal gewisseld worden en in 1934 driemaal. In 1945 verdween de limiet op het aantal keer dat een speler gewisseld mocht worden. Coachen gedurende een wedstrijd was verboden, maar werd in 1949 gedurende time-outs toegestaan. Initieel werd een speler na twee fouten van het spel uitgesloten, in 1911 en 1945 veranderde dit in respectievelijk vier en vijf fouten. In de FIBA wordt een speler na vijf fouten uitgesloten, in het NBA na zes fouten.

### Schotklok en tijdslimieten
De eerste tijdslimiet werd ingesteld in 1933, waarbij een team verplicht werd binnen een tiental seconden nadat balbezit verkregen was over de middenlijn te komen. Deze regel werd tot 2000 in stand gehouden, waarna deze door de FIBA tot acht seconden werd gereduceerd, de NBA volgde een jaar later.
De drie-secondenregel, die aanvallende spelers verbiedt om langer dan drie seconden in de bucket te verblijven, werd in 1936 ingesteld. De regel werd oorspronkelijk geïntroduceerd om grof spel tussen de (grote) spelers onder de basket te voorkomen; nu wordt het vooral beschouwd als een regel om het voordeel dat verworven wordt door (te) dicht bij de basket te wachten op te heffen.
De schotklok werd in 1954 in de NBA geïntroduceerd, om tegemoet te komen aan de snelheid van het spel. Een team werd verplicht binnen 24 seconden na verkregen balbezit een doelpoging ondernomen te hebben, waarbij de ring van de basket wordt geraakt. Wanneer dit gebeurt, of wanneer de tegenstander de bal bemachtigt, wordt de schotklok gereset. In 1956 stelde de FIBA een soortgelijke 30-secondenregel in, waarbij de schotklok na een doelpoging gereset werd. De FIBA definieerde de term doelpoging minder strikt dan de NBA. De FIBA ging in 2000 over op de 24-secondenregel en adopteerde de strengere definitie van een schotpoging, waarbij de bal de ring van de basket dient te raken, van de NBA. Een gemist schot, waarbij de 24 seconden verstrijken wanneer de bal nog in de lucht onderweg is, gold als een overtreding van deze regel; in 2003 werd dit opgeheven, mits de bal de ring raakte. Vanaf 2018 werd de schotklok op 14 seconden gebracht als de aanvallende ploeg na een schotpoging de ring raakt en opnieuw in balbezit komt (offensieve rebound).
Er zijn twee mogelijkheden om 24 seconden te verkrijgen en drie mogelijkheden om veertien seconden te verkrijgen.
24 nieuwe seconden:
- Als de tegenploeg in balbezit komt.
- Als er een overtreding gemaakt wordt op de aanvallende ploeg op de verdedigende helft.

Veertien seconden:
- Als er een overtreding gemaakt wordt op de aanvallende ploeg op de aanvallende helft wanneer er minder dan 14 seconden overbleven.
- Als de bal met de voet geraakt wordt wanneer er minder dan 14 seconden overbleven.
- Als de bal de ring raakt bij een doelpoging en de aanvallende ploeg komt opnieuw in balbezit.

### Fouten, vrije worpen en overtredingen
Dribbelen, lopend de bal op de grond doen stuiteren, hoorde niet tot het originele basketbal en werd pas in 1901 geïntroduceerd. Destijds mocht een speler de bal slechts een keer stuiten en mocht bovendien niet schieten nadat hij dit gedaan had. In 1909 mocht een speler de bal, in stilstand, meer dan eens stuiten en bovendien een doelpoging ondernemen nadat hij dit gedaan had. Lopen met de bal wordt sinds 1900 niet meer als een fout, maar als een overtreding aangemerkt, wat inhoudt dat als straf het balbezit naar de tegenstander gaat. De bal met de vuist slaan werd ook een overtreding. Vanaf 1930 werd het spel stilgelegd en hervat met een sprongbal, wanneer een verdedigde speler in balbezit, de bal meer dan vijf seconden aan het spel onttrok. Sindsdien geldt dit als een overtreding. Goaltending werd een overtreding in 1946 en aanvallend goaltending in 1958. Goaltending is het tegenhouden of aanraken van de bal nadat deze na een schotpoging een dalende lijn heeft ingezet.
De vrije worp werd al snel na de uitvinding van basketbal geïntroduceerd. In 1895 werd de vrijeworplijn op 4,6 meter afstand van de basket vastgesteld, deze had zich tot dat moment op 6,1 meter van de basket bevonden. Vanaf 1924 moeten spelers tegen wie een fout wordt begaan zelf hun vrije worpen nemen. In 1998 introduceerde de NBA een boog met een diameter van 1,22 meter rond de basket, waarbinnen aanvallende fouten niet werden toegekend. Dit om te voorkomen dat verdedigende spelers onder de basket afwachten totdat een aanvallende fout tegen hen wordt begaan.

### Scoren en veldmarkeringen
Oorspronkelijk werd alleen het aantal scores bijgehouden, zonder hieraan een weging mee te geven. Toen de vrije worp geïntroduceerd werd, was deze gelijk aan een velddoelpunt. In 1896 werd aan een velddoelpunt twee punten toegekend en aan een vrije worp een punt. De American Basketball Association (ABA) introduceerde met haar oprichting in 1967 de driepunter, een velddoelpunt gescoord van achter de driepuntlijn. De FIBA introduceerde de driepuntlijn in 1984 op 6,25 meter vanaf het midden van de basket.
De in de NBA rechthoekige bucket werd in 1951 verbreed van 1,8 naar 3,7 meter. In 1956 introduceerde de FIBA haar trapezoïde bucket, 3,6 meter breed ter hoogte van de vrijeworplijn. De FIBA verbreedde dit in 1961 naar 6 meter en de NBA naar 4,9 meter, beide de huidige standaarden.

### Wedstrijdleiding, formaliteiten en procedures
Oorspronkelijk was er een scheidsrechter ter beoordeling van fouten en een scheidsrechter ter beoordeling van balbehandelingen. Deze oorspronkelijke benamingen van referee en umpire gelden tot de dag van vandaag, ondanks het feit dat ze beiden alle aspecten van het spel controleren en gelijkwaardig zijn. De NBA introduceerde een derde leidsman in 1988, de FIBA volgde en paste het in 2006 voor het eerst in internationaal competitieverband toe. Scheidsrechterlijke beslissingen worden niet gesteund door videobeelden. Alleen wanneer onduidelijk is of een laatste schot van een wedstrijd binnen de tijd viel wordt een beroep gedaan op beeldmateriaal. De NBA maakt gebruik van deze uitzondering sinds 2002. de FIBA nam dit in 2006 over.
De scheidsrechters worden terzijde gestaan door assistenten zoals een scorer (alle punten en overtredingen worden geprotocolleerd), een tijdwaarnemer (bij ieder fluitje wordt de tijd gestopt) en de tijdwaarnemer voor toetsing van de 24-secondenregel (men heeft 24 seconden voor een doelpoging).
Na een gescoord punt wordt de bal weer in het spel gebracht van achter de achterlijn door het niet-scorende team. Tot 1938 werd het spel na elke score hervat met een sprongbal, hier werd ten faveure van het niet-scorende team van afgezien. De sprongbal werd nog wel gebruikt om elke wedstrijd en elke periode aan te vangen. Vanaf 1975 hanteert de NBA een ander balbezitsysteem en vangen het tweede tot en met het vierde kwart niet meer aan met een sprongbal, alleen het begin van een wedstrijd, het eerste kwart, begint met een sprongbal. De FIBA nam dit in 2003 over.
In 1976 stelde de NBA een regel in die het teams toestaat om na een toegestane time-out de bal tot aan de middenlijn te brengen in de laatste twee minuten van een wedstrijd. De FIBA volgde in 2005.

### Internationale regels
Op 25 maart 2006 werden de huidige regels door de FIBA goedgekeurd en op 1 oktober geëffectueerd.

## Vijf standaardposities

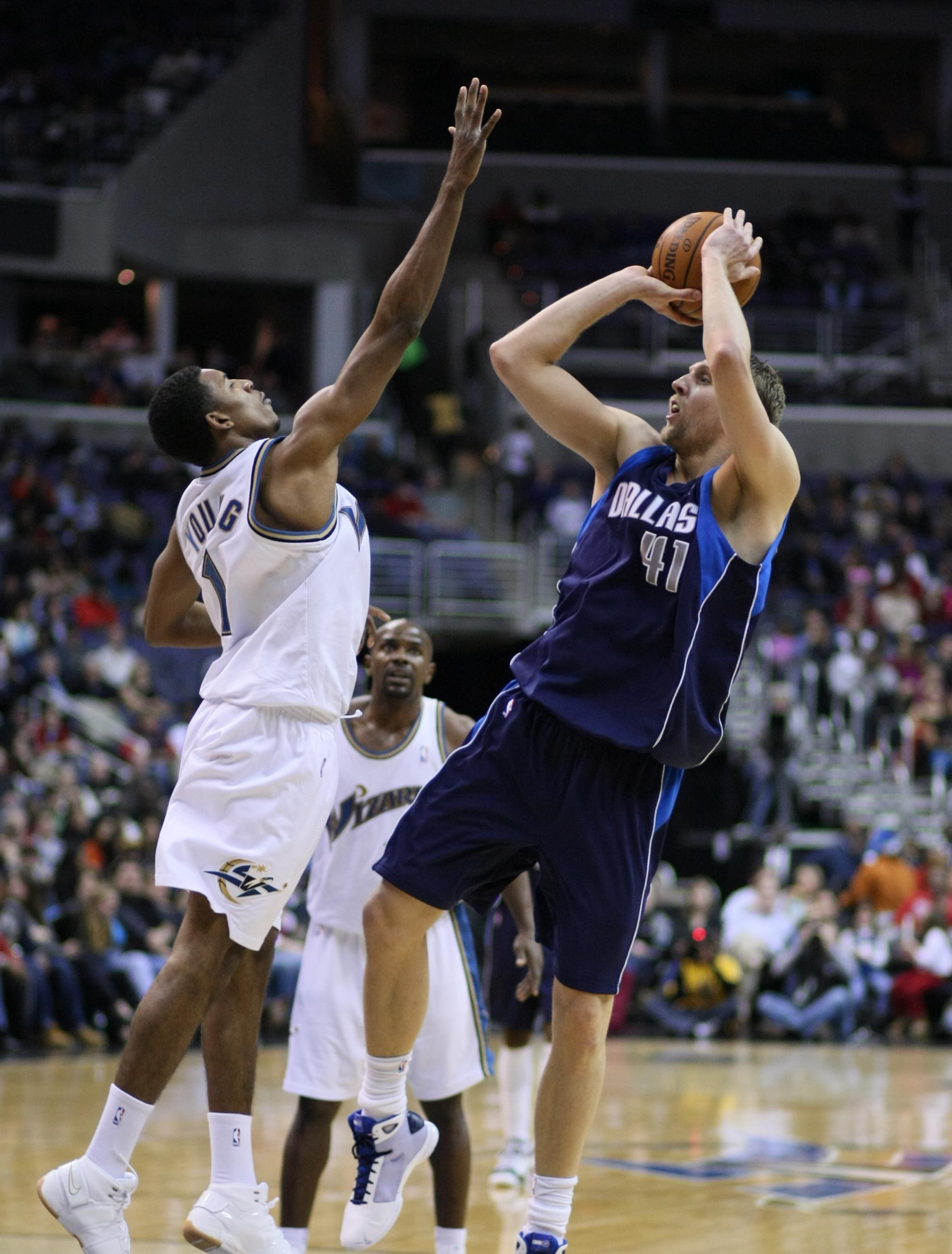
Dirk Nowitzki in de aanval voor de Dallas Mavericks

Het moderne basketbal kent vijf standaardposities:

### Center
De center (hieraan wordt gerefereerd als de 'nummer vijf'-positie) is doorgaans de langste speler van een basketbalteam, zijn lengte gaat vaak gepaard met een aanzienlijk gewicht en kracht. Een gemiddelde NBA-center is langer dan 2,08 meter.
De traditionele rol van de center is om in de buurt van de basket te scoren en de tegenstander hiervan te weerhouden. Een center die lengte combineert met atletisch vermogen en technische vaardigheden kan van een onovertroffen toegevoegde waarde voor een team zijn. Er bestaat enige controverse over wat een 'echte center' is, vaak woedt de discussie of iemand een center of een power forward is.
Voorbeelden van spelers die in deze positie in de NBA zijn Dwight Howard, Shaquille O'Neal, Wilt Chamberlain, Kareem Abdul-Jabbar, Vlade Divac, Rik Smits, Arvydas Sabonis, Dino Meneghin, Hakeem Olajuwon.

### Power-forward
De power-forward (de 'nummer vier'-positie) deelt in zijn rol bepaalde taken met de center. De power-forward speelt in aanvallend opzicht met zijn rug naar de basket. In verdedigend opzicht speelt hij in een zoneverdediging, of tegen de power-forward van de tegenpartij in een man-tot-man verdediging.
Een typische power-forward is een van de langste spelers op het veld, niet zo lang als de center, maar vaak steviger gebouwd. Een power-forward wordt verwacht rebounds te pakken en scoort de meeste van zijn punten binnen een tweetal meters van de basket, eerder dan via afstandsschoten. De power-forward vormt een indrukwekkende verschijning op het veld, maar het is de center die de meeste schoten blokt en de meer intimiderende rol op zich neemt. In de NBA is een gemiddelde power-forward 2,03-2,12 meter lang en weegt 100–120 kg. Vaak neemt de power-forward in bepaalde spelsituaties de rol van center op zich, in het bijzonder wanneer het een team ontbreekt aan een langere speler.
Voorbeelden van bekende power-forwards uit de beroepscompetitie voor mannen zijn Dirk Nowitzki, Tim Duncan, Kevin Garnett, Charles Barkley, Ademola Okulaja, Dennis Rodman, Karl Malone en Pau Gasol. Rodman en Barkley voldeden met hun 1,98 m niet aan het stereotype van de power-forward, maar waren desalniettemin zeer succesvol op deze positie.

### Small-forward
De small forward (de 'nummer drie'-positie) is doorgaans ietwat minder lang, minder zwaar en sneller en atletischer dan de power-forward. De small-forward positie wordt door de aard van zijn rol aangemerkt als waarschijnlijk de meest veelzijdige van de vijf standaard basketbalposities. De meeste small-forwards zijn 1,95-2,10 m lang. Zijn belangrijkste taak is het scoren van punten, na de center en de power-forward is hij als derde verantwoordelijk voor het rebounden. Enkele small-forwards beschikken over een meer dan uitstekende passing. De small-forward is de minst stereotype speler, sommige spelers op deze positie scoren hun punten veelal van afstand en anderen hebben meer de neiging om de basket op te zoeken. Een rol van de small-forward is het afdwingen van persoonlijke fouten van de tegenstander. Een onontbeerlijke kwaliteit van de small-forward is zijn schot, hij scoort veel van zijn punten vanaf de vrijeworplijn. De veelzijdige small-forward speelt een belangrijke rol in de verdediging, zij die tekortschieten op aanvallend vlak, compenseren dit vaak ruimschoots in verdedigend opzicht.
Voorbeelden van small-forwards LeBron James, Scottie Pippen, Kevin Durant, Metta World Peace, Detlef Schrempf, Larry Bird en Carmelo Anthony.

### Shooting-guard
Shooting-guards (de 'nummer twee'-positie) zijn doorgaans minder lang, lichter, atletischer en sneller dan small-forwards. Zijn belangrijkste taak is het scoren van punten. Hoewel eigenlijk een taak van de point-guard, brengt de shooting-guard vaak de bal over de middenlijn. Deze guards combineren de taak van shooting en van point-guard en staan te boek als 'combo-guards'. Een speler die de rol van small-forward en shooting-guard afwisselt, is bekend als een 'swingman'. De shooting-guard is meestal langer dan de point-guard en meet om en nabij de 2 m. Minder lange spelers spelen vaak ook op deze positie, waaronder Allen Iverson. De shooting-guard is vaak de beste schutter van het team, iets dat hem niet belet om zich een weg richting de basket te banen.
Voorbeelden van beroemde mannelijke shooting-guards zijn Kobe Bryant, James Harden, Dwyane Wade, Vince Carter, Michael Jordan.

### Point-guard

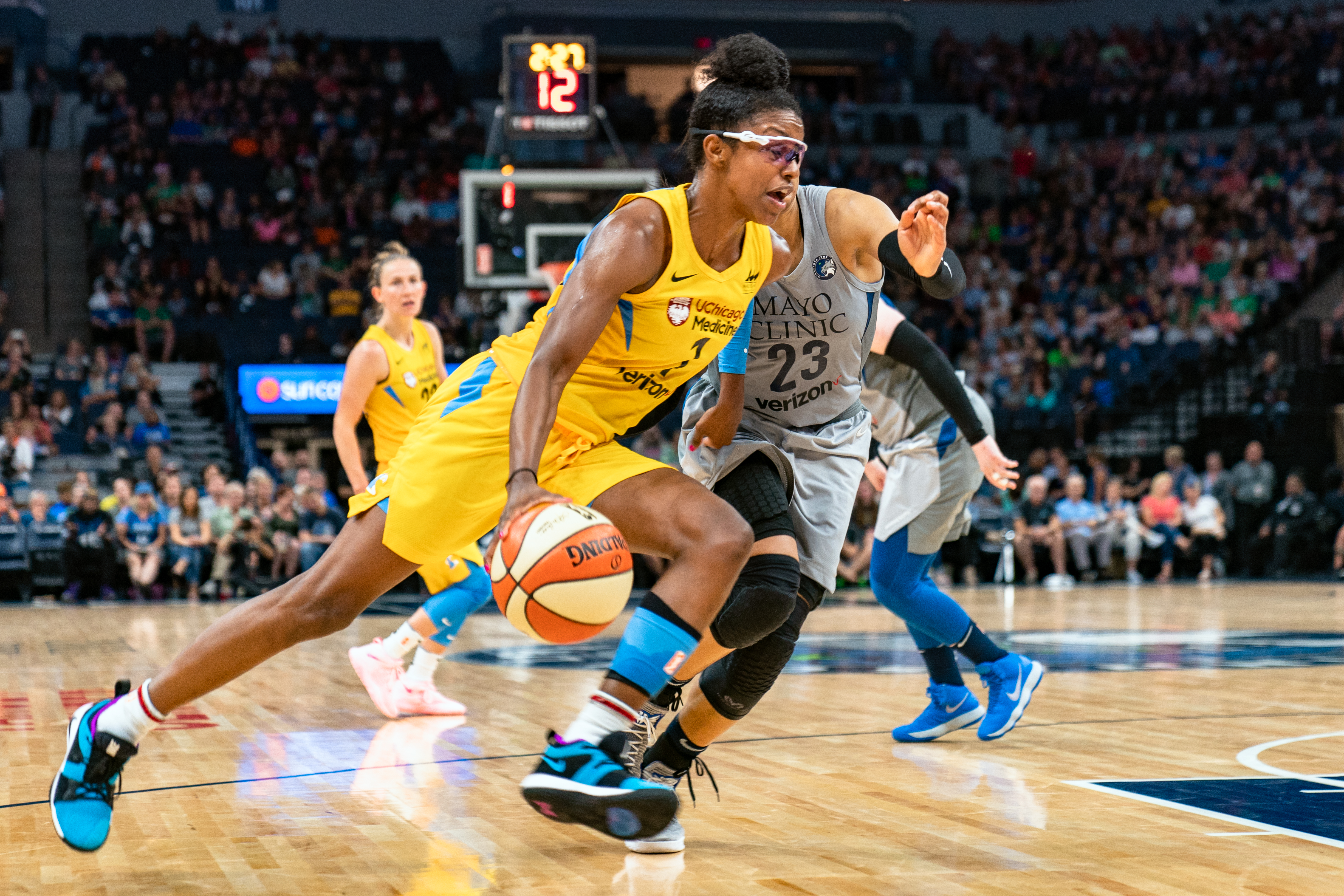
Diamond DeShields (l) passeert Maya Moore (23) in een wedstrijd van de Minnesota Lynx tregen Chicago Sky (2018)

De point-guard (de 'nummer een'-positie) is veelal de kleinste speler op het veld, met als noemenswaardige uitzondering Earvin 'Magic' Johnson. De positie van point-guard is wellicht de meeste specialistische van de vijf. De point-guard vervult een spilfunctie en zet de lijnen uit. In essentie is zijn rol de aanval van een team te leiden door het controleren van de bal en deze op het juiste moment aan een teamspeler toe te spelen. Bovenal is hij een verlengstuk van de coach in het veld en dient diens speelplan te begrijpen en uit te voeren. De point-guard is de speler met het meeste tactisch inzicht en vernuft en moet in alle situaties, met name in het geval van een 'fast-break', snel kunnen handelen. De rol van de point-guard is vergelijkbaar met die van de middenvelder bij het voetbal en de quarterback uit het American football.
De point-guard dient van zich te doen spreken, hij instrueert zijn teamspelers en gaat als eerste met de scheidsrechters in discussie in het geval van een twijfelachtige beslissing. Hij moet te allen tijde op de hoogte zijn van de schotklok, de resterende wedstrijdtijd, de tussenstand, het aantal time-outs van beide teams en de foutenlast van het eigen team en de tegenspeler. Meer lichaamslengte wordt als een plus beschouwd, maar is ondergeschikt aan spelinzicht en technische vaardigheid.
Elke aanval begint bij de point-guard, hierom is zijn passing, balbehandeling en spelvisie cruciaal. De point-guard wordt veelal op het aantal assists beoordeeld, eerder dan op zijn scorend vermogen. Ondanks dit, dient een point-guard te beschikken over een redelijk (sprong)schot.
Voorbeelden hiervan bij het mannenbasketbal zijn Chris Paul, Rajon Rondo, Jeremy Lin, Jason Kidd, Magic Johnson, Oscar Robertson, Isiah Thomas, Stephen Curry en John Stockton.

## Combinatie-posities
Naast de vijf standaard posities, onderscheidt men in basketbal ook een aantal andere posities. Deze posities zijn combinaties van de vijf standaard posities. Spelers kunnen meestal meerdere posities spelen en worden dan soms aangeduid met één naam, die gecombineerd is uit de posities die de speler in kwestie spelen kan. Ook komt het voor dat deze naam uit een gedeelte van een naam van de standaard positie bestaat.

### Combo-guard
Deze positie is een combinatie van de point-guard en de shooting-guard. Bekende voorbeelden van een mannelijke combo-guard zijn Allen Iverson, Dwyane Wade, James Harden.

### Point-forward
Point-forward is een positie van een forward die genoeg spelinzicht heeft om point-guard te kunnen spelen. Voorbeelden van mannelijke point-forwards zijn LeBron James, Scottie Pippen, Hidayet Türkoğlu en Lamar Odom.

### Swingman
De positie swingman is een combinatie van een shooting-guard en een small-forward. Bekende voorbeelden van swingman zijn Andre Iguodala, Tracy McGrady.

### Cornerman
Een cornerman is een combinatie van small-forward en een power-forward, ook wel forward genoemd. Bekende voorbeelden van cornerman zijn Josh Smith, LeBron James, Elgin Baylor, James Worthy.

## Geschiedenis

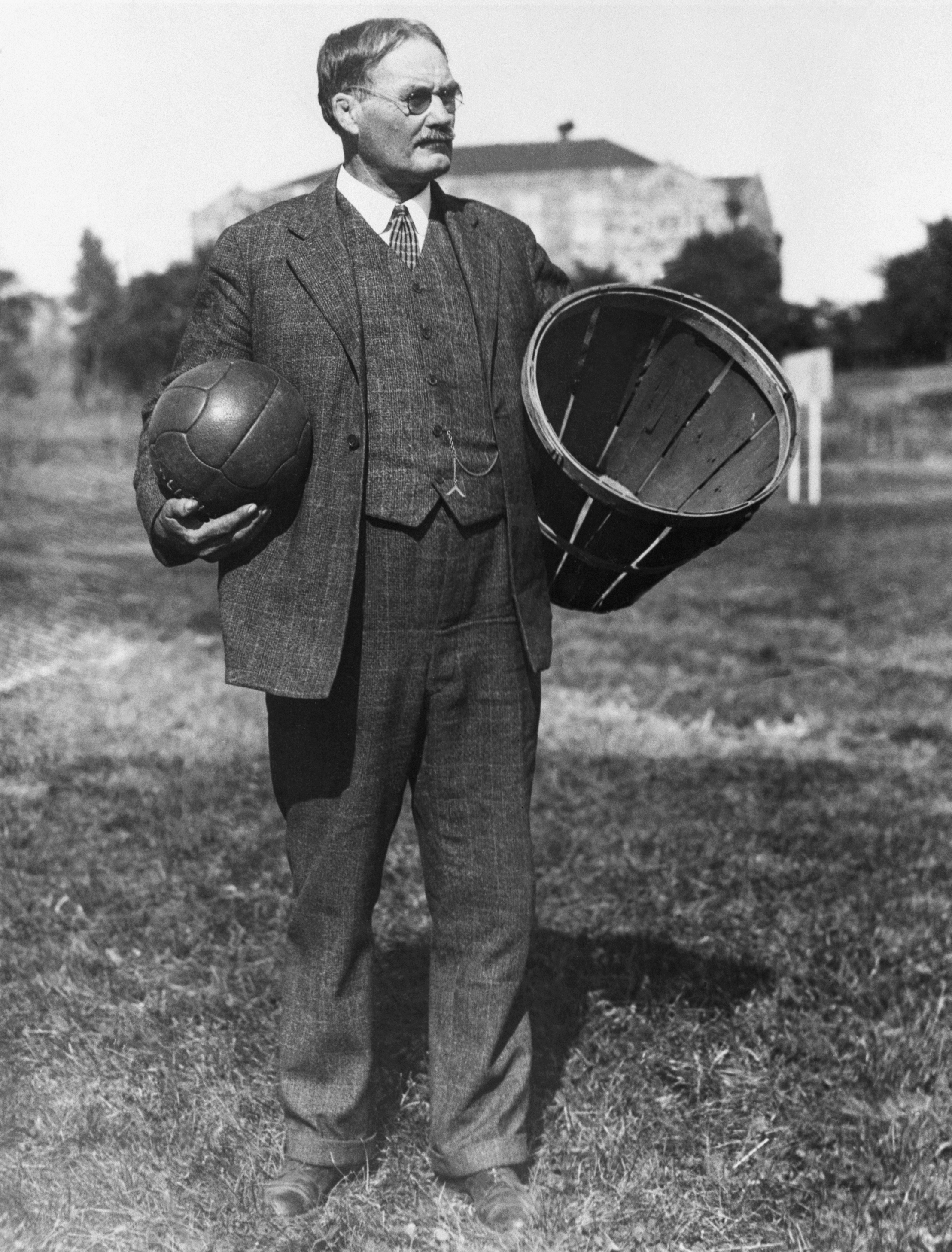
James Naismith met voetbal en perzikmand

Een spel vergelijkbaar met basketbal wordt genoemd in een boek uit 1591 dat in Frankfurt am Main verscheen en een reportage bevat over de leefgewoonten en gebruiken van bewoners aan de kust van Noord-Amerika, Wahrhafftige Abconterfaytung der Wilden. Er wordt onder meer een behendigheidsspel beschreven waarbij ballen tegen een hoog aan een paal bevestigde, uit twijgen gevlochten doel geworpen moeten worden. Er volgt een kleine beloning als het doel is getroffen. Uit Duitsland is ook bekend dat daar in 1860 Korbbal (korfbal) of ringbal werd gespeeld, in Zweden bekend als korgboll, waarbij twee ploegen een bal in een mand moeten gooien.
In Amerika is in 1891 een variant daarop bedacht door sportleraar James Naismith, een boerenzoon uit Canada en docent aan een opleidingsinstituut van de YMCA in Springfield (Verenigde Staten). Tijdens zijn opleiding vroeg de directeur van het YMCA physical education department, Luther Halsey Gulick, voor zijn studenten een nieuwe sport te bedenken, hij was naarstig op zoek naar een spel dat in de winter binnen kon worden gespeeld waarbij niet zozeer de fysieke kracht bepalend was maar lichamelijke vaardigheid het spel zou bepalen. 
Naismith gaf les aan een klas die weerspannig was bij de gebruikelijke oefeningen als marcheren en gymnastiek. Hij bedacht iets nieuws om hen in beweging te krijgen. Voetbal zou binnen te veel blessures opleveren, de bal moest dus niet getrapt maar met de handen gespeeld worden. Hij dacht aan een spel uit zijn jeugd, Duck on the Rock, dat met een paar kinderen werd gespeeld, waarbij het doel niet rechtop stond maar een kist op de grond was. Als dit spel echter met een groter team zou worden gespeeld en alle spelers voor de kist zouden gaan staan, was het onmogelijk de bal in de kist te werpen. Daarom bedacht hij dat de kist op een bepaalde hoogte moest hangen. Daarmee was basketbal geboren.
Hij riep de 18 leerlingen van zijn lastige klas bij elkaar, verdeelde hen in twee ploegen en stelde voor elke ploeg een aanvoerder aan. Als doelen werden perzikmanden gebruikt die aan het balkon van de gymzaal waren bevestigd.
Zo begon de allereerste basketbalwedstrijd, gespeeld met een voetbal. De leerlingen waren onmiddellijk enthousiast en korte tijd later kwamen leraren van een dichtbij gelegen meisjesschool kijken. Zij introduceerde het nieuwe spel op hun school en al snel zien de leidinggevenden van gymnasia, colleges en universiteiten dat dit spel ook voor hun leerlingen en studenten een goede manier is om het lichaam te trainen en teamgeest op te doen. Zo verspreidde basketbal zich snel in Amerika en verder in de wereld. 
Aanvankelijk verliep het spel nogal traag doordat na elk doelpunt telkens iemand de bal uit de mand moest halen. Rond 1900 werden de manden vervangen door een ring met een baldoorlatend net. Maar de naam basket verwijst nog immer naar de perzikmand.

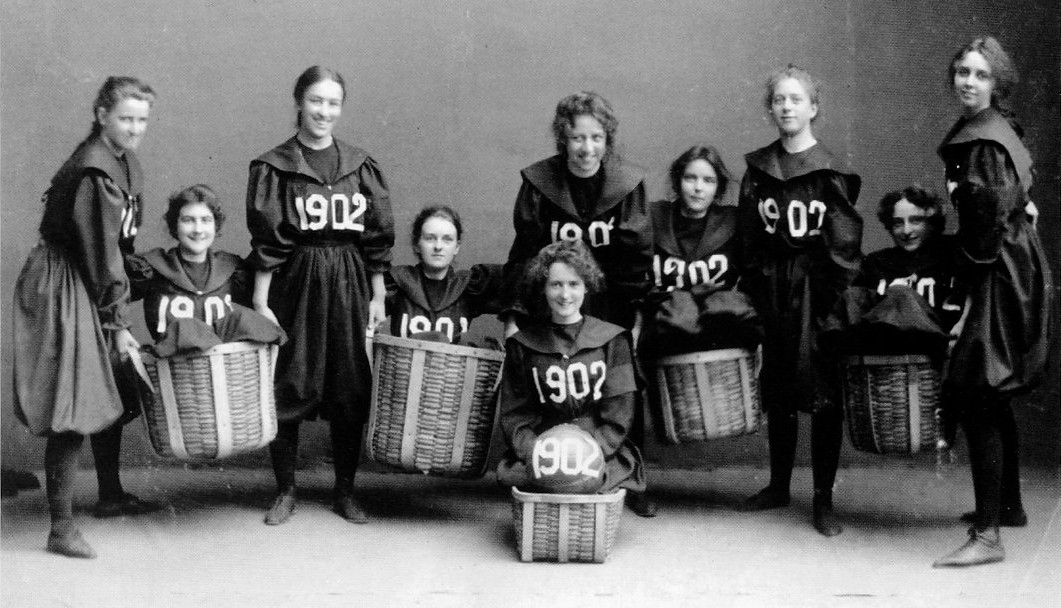
Smith College, basketbalteam van de klas 1902

In de herfst van 1892 wordt het spel voor het eerst door vrouwen van het Smith College gespeeld. Aan sommige scholen worden speciale regels voor vrouwen opgesteld, elke school speelt met eigen aanpassingen. In 1899 wordt op de Conference of Physical Training in Springfield een commissie ingesteld die algemene regels voor het vrouwenbasketbal opstelt. Zo verspreid de sport zich snel binnen scholen, colleges en universiteiten van Amerika met voor beide geslachten eenvormige regels.

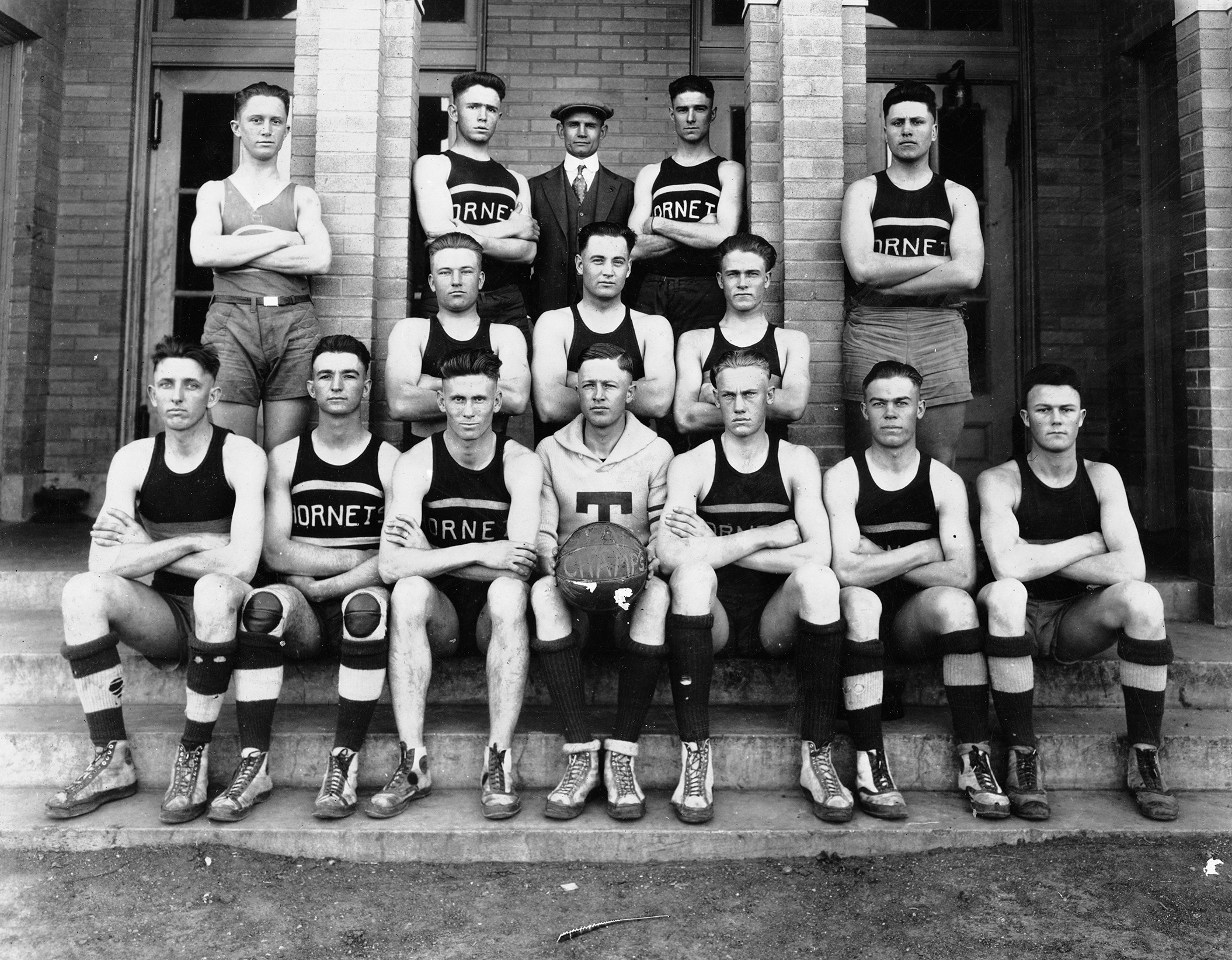
Het Grubbs Vocational College Hornet's basketbalteam met bal waarop 'champs' (kampioenen) is geschreven, 1922

Gedurende de jaren twintig van de 20e eeuw ontstonden over heel Amerika professionele ploegen. De organisatiegraad was echter niet hoog. Competities en ploegen verschenen en verdwenen, spelers veranderden op regelmatige basis van ploeg. De wedstrijden werden vaak in schuren of in danszalen gespeeld. In 1949 ontstaat met de oprichting van de National Basketball Association (NBA) een eerste standvastige competitie.
In 1932 werd in Genève (Zwitserland) een internationale overkoepelende organisatie opgericht, twee jaar nadat de sport officieel werd erkend door het Internationaal Olympisch Comité. De oorspronkelijk naam was Fédération Internationale de Basketball Amateur. Tot de eerste acht leden behoren Argentinië, Tsjecho-Slowakije, Griekenland, Italië, Letland, Portugal, Roemenië en Zwitserland. Tijdens de Olympische Spelen van 1936 in Berlijn werd James Naismith benoemd tot erevoorzitter.
Basketbal werd voor het eerst opgenomen in het programma van de Olympische Spelen in Berlijn in 1936, nadat het in 1904 al eens beoefend werd in het demonstratieprogramma. Het Amerikaanse mannen basketbalteam heeft sindsdien vaak het olympisch goud gewonnen. In München (1972) behaalde de Sovjet-Unie goud, in Moskou (1980) Joegoslavië, in Seoel (1988) de Sovjet-Unie en Athene (2004) Argentinië.
Sinds 1950 worden er voor de mannen wereldkampioenschappen georganiseerd en sinds 1953 voor vrouwen. Ook hier zijn de dominante naties de Verenigde Staten, Joegoslavië en de Sovjet-Unie. Enkel in de beginperiode tot 1963 konden Zuid-Amerikaanse landen als Argentinië en vooral Brazilië daar iets aan wijzigen.
Ook in het vrouwenbasketbal zijn de Verenigde Staten (Olympische Spelen) en de Sovjet-Unie (wereldkampioenschappen) gedurende decennia de dominante ploegen geweest. Belangrijk voor de evolutie van het vrouwenbasketbal is de oprichting van de Women's National Basketball Association in 1997 geweest. Profiterend van de professionele structuur van de NBA werd het vrouwenbasketbal grondig geprofessionaliseerd.

## Overzicht van basketbalterminologie
Back-courtBack-court wordt gefloten als een speler met de bal over de middenlijn gaat van de aanvalszijde naar de verdedigingszijde.
QuarterEen quarter is een spelperiode van 10 (in de FIBA) of 12 (in de NBA) minuten.
A HalfA Half (een helft) zijn eigenlijk twee quarters, a Half is dus 20 (in de FIBA) of 24 (in de NBA) minuten. 1 wedstrijd duurt 40 (in de FIBA) of 48 minuten (in de NBA).
Fouten en overtredingenTijdens een basketbalwedstrijd kunnen zowel fouten als overtredingen worden gemaakt. Beide zijn het gevolg van een inbreuk op de regels. Het verschil tussen fouten en overtredingen is dat fouten op het wedstrijdformulier worden genoteerd op naam van een speler, coach of ploegbegeleider. Daarnaast is een fout een inbreuk op regels waarbij het gaat om ongeoorloofd persoonlijk contact of onsportief gedrag. Voorbeelden van overtredingen zijn: een uitbal, 'second dribble', 'lopen', voetbal of bal stompen, terugspelen op eigen helft of 3-seconden in het beperkt gebied. Voorbeelden van fouten zijn: duwen, ongeoorloofd gebruik van de handen, schelden of ongeoorloofd commentaar. ;Loopovertreding: Een loopovertreding (in de FIBA "marché" en in de NBA "Traveling foul" genoemd) wordt gefloten wanneer een speler:
- - Met de bal in de hand loopt zonder te dribbelen.
  - Eerst één of meer stappen zet en dan begint te dribbelen.
  - Als er tijdens de lay-up drie of meer stappen zijn gezet.

PivotvoetWanneer een speler met de bal in de hand een voet optilt of verplaatst, wordt automatisch de andere voet de pivotvoet. De pivotvoet moet de speler aan de grond houden zolang de bal in de handen wordt vastgehouden. Op deze pivotvoet mag de speler wel ronddraaien (pivoteren), zolang deze voet op dezelfde positie op het veld blijft.
- - De pivotvoet mag worden opgetild tijdens het passen of schieten, maar deze voet mag de grond niet raken voordat de bal de handen van de speler heeft verlaten. Nadat de bal bij het dribbelen de grond heeft geraakt of nadat een speler de bal kwijt is geraakt, zijn de beperkingen van de pivotvoet niet langer van toepassing.
  - Wanneer de beperkingen van de pivotvoet worden overtreden, is sprake van een loopovertreding.

Second dribbleHet is niet toegelaten om te dribbelen, te stoppen met dribbelen door de bal in een of twee handen te nemen, en dan nogmaals te dribbelen. Dit wordt second dribble genoemd.
Charge (aanvallende fout)Een charge kan worden gefloten als de aanvaller fysiek contact veroorzaakt met de verdediger als deze verdediger stil staat of de aanvaller gebruikt de andere hand om illegale bewegingen te maken.
BlockDe block is een beweging, maar kan ook als fout beschouwd worden.
- - Een speler kan geblockt worden bij het schieten. Dit is geen fout zolang de verdediger op de bal slaat en niet op de handen of armen.
  - Een speler kan tijdens Lay-up worden tegengehouden. Dit is bijna altijd fout, tenzij de verdediger stilstaat. Dan geldt het als een charge (zie hierboven).

Lay-upDe Lay-up is een beweging, en moet uitgevoerd worden door te dribbelen, twee stappen te zetten en de bal in de basket te gooien. Voor meer informatie, zie loopfout.
Reverse Lay-upDe Reverse Lay-up is ook een beweging, maar een andere versie dan de Lay-up. Een Reverse Lay-up wordt uitgevoerd door één stap achter de basket te zetten, en dan een tweede, korte stap te zetten naar het veld. Met een korte stap kan de speler gemakkelijk omhoog, steekt zijn arm uit en draait zijn lichaam. In de volksmond wordt dit ook weleens een  Lay-back genoemd, maar de 'officiële' naam is Reverse Lay-up.
ShotHet shot is een aparte beweging en moet heel precies uitgevoerd worden. Schieten met twee handen, zoals bij korfbal, komt niet voor in het moderne basketbal. De beschrijving van de schottechniek is ongeveer als volgt (rechtshandige speler): de voetenstand wordt gekenmerkt door een heel lichte spreidstand, ongeveer schouderbreed, met de rechtervoet voor de linkervoet.
- Wie rechtshandig is, zet de rechterhand achter tegen de bal, houdt deze op de hoogte van de schouder, ongeveer 30 cm ervandaan. De speler zorgt ervoor dat zijn arm een L-vorm heeft, dus een hoek van 90 graden vormt. De linkerhand is links naast of onder de bal en draagt zo in het begin van de beweging de bal. Men buigt door de knieën en steekt het zitvlak naar achteren. Tijdens deze beweging wordt de rechterhand meer onder de bal gebracht. Nu ontstaat een goede "shotpocket" en is de speler klaar om het shot uit te voeren. Men strekt de rechterarm volledig uit; de linkerhand verliest dan haar functie en de linkerarm gaat dan ook niet mee in de schotbeweging. Belangrijk is dat aan het einde van de schotbeweging de bal een laatste duw krijgt door het omklappen van de rechterpols. Bij een goed uitgevoerde schotbeweging heeft de bal in de lucht een achterwaartse rotatie.

BuzzershotOok wel Buzzerbeater genoemd. Een buzzershot is een score die gemaakt wordt bij het loeien van de buzzer, die loeit bij het einde van iedere quarter.
BackdoorHiervoor zijn meerdere spelers nodig. Eén heeft de bal, en de medespeler niet. De medespeler loopt naar buiten, maakt een schijnbeweging dat hij de bal daar wil krijgen. Versnelt dan naar binnen, achter de rug van de tegenstander, en krijgt een pass van degene die de bal heeft en maakt het af met een lay-up.
PassEen pass lijkt simpel te zijn, maar er zijn verschillende soorten passes. Er zijn de borstpasses, de bouncepasses, de bovenhandse passes, de onderhandse passes, de overheadpass, enz. Een bounce - en borstpass wordt uitgevoerd door beide handen aan de zijkanten van de bal te plaatsen. De speler strekt de armen, en als de bal weg is moeten zijn twee polsen naar de buitenkant staan. Bovenhandse en onderhandse passes gebeuren met één hand. Bij de overheadpass zijn beide handen aan de bal, boven het hoofd, en passt men de bal als een soort inworpbeweging, bij voetbal, naar de medespeler.
Give and GoDe speler passt naar een medespeler, snijdt door naar de basket en vraagt om de bal. Hij krijgt de bal en maakt een Lay-up. Deze hele beweging heeft men één naam gegeven: Give and Go. Wordt meestal uitgesproken als Give 'n' Go.
Bounce passEen pass via de grond.
DribbelenMet de bal stuiteren, om op die manier te kunnen lopen met de bal.
Persoonlijke foutDit type fout komt het meeste voor in een wedstrijd en wordt toegekend aan een veldspeler die zich schuldig maakt aan illegaal verdedigen, duwen, ongeoorloofd gebruik van de handen etc. Een persoonlijke fout wordt ook wel een 'P' genoemd. Een speler met vijf persoonlijke fouten moet worden gewisseld en wordt daarbij uitgesloten van deelname aan de rest van de wedstrijd.
Technische foutWanneer de spelers op of naast het veld, dan wel de coach onverantwoord gedrag vertoont tegenover het publiek, zijn tegenstanders, de jurytafel of de scheidsrechters. Onverantwoord gedrag kan worden uitgelegd als herhaald commentaar op de wedstrijdleiding of het gebruiken van obscene taal of gebaren.
Onsportieve foutEen fout die zeer onsportief is en meestal wordt gemaakt op een speler die alleen op de basket afgaat. Wanneer men twee onsportieve fouten heeft wordt men uitgesloten van de wedstrijd. Dan mag de speler de wedstrijd niet meer bijwonen en moet hij in de kleedkamer of buiten het gebouw wachten tot het eindsignaal van de wedstrijd. De straf na de wedstrijd bij twee onsportieve fouten is dezelfde als bij een diskwalificerende fout: een boete en een schorsing.
Diskwalificerende foutDeze fout komt zelden voor. Als iemand deze fout krijgt moet hij direct het veld verlaten en mag de rest van de wedstrijd ook niet meer meedoen ongeacht de hoeveelste fout het ook is. Hierbij volgt ook een boete en een schorsing. De duur van deze schorsing hangt af van de fout.
And onevan een "And One" spreekt men in de Amerikaanse basketwereld wanneer iemand scoort, een fout meekrijgt, en vervolgens een vrijworp krijgt toegewezen. In Nederland wordt dit ook wel een "bonus" genoemd.

## Varianten
RolstoelbasketbalRolstoelbasketbal is een variant op basketbal, waarbij de sporters gebruikmaken van een rolstoel.
3×3-basketbal3×3-basketbal is een variant waarbij twee teams van drie spelers spelen op minder dan een half veld.

## Nederland
De Nederlander Hubert van Bleijenburg, de directeur van de Utrechtse Militaire Gymnastiek- en Sportschool, nam in 1926 de basketbalsport mee vanuit Springfield, de plaats waar Naismith de basis legde. Pas in 1930 kreeg basketbal meer bekendheid in Nederland, via Lew Lake, jeugd- en sportleider van de Londense YMCA. De Nederlandse afdeling van de YMCA nodigde Lew Lake uit om een cursus te geven in Amsterdam. Dat sloeg enorm aan. In 1930 werd er al een toernooi georganiseerd, waaraan ook het Londense YMCA-team deelnam. In 1931 speelde men een demonstratiewedstrijd in het Amsterdamse Concertgebouw. Het duurde echter tot na de oorlog voordat de Nederlandse Basketball Bond (NBB) werd opgericht.
De AMVJ (Algemene Maatschappij voor Jongeren) is de eerste Nederlandse basketbalclub. De bovengenoemde Lew Lake introduceerde basketbal daar in 1930. Voor veel spelers was basketbal een beetje een tweede sport. Veel teams hoorden bij Amsterdamse korfbalverenigingen. In tegenstelling tot de Verenigde Staten waren er in Nederland nauwelijks sportzalen, iets wat de ontwikkeling van basketbal vertraagde. Het duurde tot 1956-1957 eer zich wat meer districten aanmeldden bij de NBB. Het gebrek aan sportzalen betekende dat er bijna geen competitiebasketbal werd gespeeld, met als gevolg dat het ledental in de eerste twintig jaar van het bestaan van de NBB groeide van duizend tot slechts 8.000.

### Nederlandse Basketball Bond
Toen de Nederlandse Basketball Bond op 15 juli 1947 werd opgericht, begon de bond met iets minder dan duizend leden en waren 120 teams uit Amsterdam, Haarlem en Rotterdam aangesloten. Basketbal was een sport die op dat moment nog niet in het hele land werd beoefend. Vooral in Amsterdam werd basketbal gespeeld. Logisch is het dan ook dat de NBB voortkwam uit de in 1945 opgerichte Amsterdamse Basketball Bond.
De Nederlandse Basketball Bond is gevestigd in het Huis van de Sport te Nieuwegein en is onderverdeeld in vijf rayons: West, Noord-Holland, Noord, Oost en Zuid.

### Dutch Basketball League
De sport zelf groeide echter snel en in 1951 vonden de eerste nationale kampioenschappen plaats. Bij de dames werd Westerkwartier eerste en bij de heren AMVJ, beide uit Amsterdam.
Op 20 december 1955 verkreeg de NBB zijn koninklijke goedkeuring en werd daarmee erkend als rechtspersoon. Hiermee werd tevens de weg vrijgemaakt om verder te gaan in de ontwikkeling van basketbal als volwaardige sport. Als voorbeelden daarvan kunnen genoemd worden het lidmaatschap van het Nederlands Olympisch Comité in 1956, het opstarten van een competitie tussen verschillende districten in 1956 en uiteindelijk het begin van een landelijke competitie in 1957-1958.
Bij de start daarvan werd gespeeld met twee landelijke klassen, waarvan de winnaars speelden om de landstitel. In 1960 werd de eredivisie geïntroduceerd, met de twaalf beste ploegen in één competitie. Bij de dames duurde het twee jaar langer voor eredivisie een feit was. Dit alles nam overigens niet weg dat de Amsterdamse ploegen het nationale basketbal bleven domineren. Het duurde zelfs tot 1967 voor een niet-Amsterdamse ploeg de nationale titel pakte (SVE Utrecht). In 2010 werd de competitie omgedoopt tot de Dutch Basketball League (DBL).
De laatste winnaars van de landstitel bij de mannen zijn:
- 2021/2022: Heroes Den Bosch
- 2020/2021: geen winnaar
- 2019/2020: geen winnaar
- 2018/2019: Landstede Basketbal
- 2017/2018: Donar Groningen
- 2016/2017: Donar Groningen
- 2015/2016: Donar Groningen
- 2014/2015: SPM Shoeters Den Bosch (thans: Heroes Den Bosch)

Clubs in de Dutch Basketball League (2019/20)
- BC Apollo Amsterdam
- Donar Groningen
- Heroes Den Bosch
- Feyenoord Basketbal
- Zorg en Zekerheid Leiden
- Den Helder Suns
- Aris Leeuwarden
- BS Weert
- Landstede Hammers

## België
In België is de Euromillions Basketball League de hoogste afdeling in het basketbal. De bevoegde bond is de Basketball Belgium. De bekercompetitie wordt georganiseerd als de Beker van België. België heeft ook nationale basketbalteams. De mannen, de Belgian Lions, nemen al sinds 1937 deel aan internationale wedstrijden. De vrouwen, de Belgian Cats, doen dat al sinds 1950. Enkele voorbeelden van professionele basketbalverenigingen uit België staan in de onderstaande lijst.
- Okapi Aalst
- Brussels Basketball
- Spirou Charleroi
- Oostende
- Antwerp Giants
- Liège Basket
- Belfius Mons-Hainaut
- Leuven Bears
- Royal Basket Club Pepinster
- Kangoeroes Basket Mechelen
- Hubo Limburg United

## Internationaal

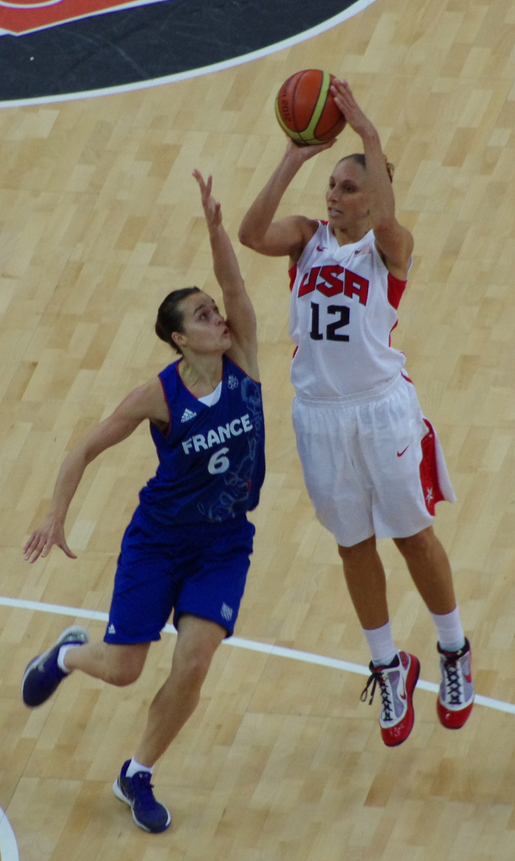
Finale Olympische Spelen in Londen, 2012. Aanvalster Taurasi van de Amerikaanse ploeg en de Franse verdedigster Beikes.

Verschillende organisaties zijn op internationaal vlak actief. Zo is er in de Verenigde Staten de bekende profcompetitie NBA. Daarnaast zijn er in de VS nog tal van kleinere competities zoals de CBA, USBL, NBDL en ABA 2000. Ook mogen de universiteitscompetitie NCAA en de vrouwencompetitie WNBA niet vergeten worden.
Het overkoepelend orgaan op mondiaal vlak is de Fédération Internationale de Basketball (FIBA). Deze organisatie werd op 18 juni 1932 opgericht in het Zwitserse Genève door Argentinië, Tsjecho-Slowakije, Griekenland, Italië, Letland, Portugal en Roemenië.

### FIBA
De FIBA vertegenwoordigt op dit ogenblik ruim 200 verschillende basketbalfederaties uit de hele wereld. Het is het enige orgaan dat door het IOC erkend is. Het vaardigt de officiële regels uit in verband met het basketbal, organiseert internationale competities en reguleert transfers van spelers tussen verschillende landen. De FIBA is sinds 1956 gevestigd in München (Duitsland). Tussen 1932 en 1940 was dat Rome (Italië) en tussen 1940 en 1956 in Bern (Zwitserland).